# Simba (bière)
Pour les articles homonymes, voir Simba.
La Simba est une bière de type pils brassée par les Brasseries Simba (anciennement Brasseries du Katanga) à Lubumbashi, Katanga, en République démocratique du Congo.

## Description
La Simba, est une bière blonde avec 5 % d’alcool. Elle est conditionnée dans une bouteille en verre de 33 ou 73 cl, en canette de 33 cl et en fût (plusieurs formats sont proposés).